# Коинта Александрийская
Коинта Александрийская (Квинта (лат. Quinta, от лат. quintus — «пятый»), S.Cointha, Ad Alessandria d’Egitto, ум. между 249—251) — христианская святая, мученица из города Александрии, пострадавшая при императоре Деции.
По свидетельству Дионисия Великого, епископа Алекандрийского, цитируемого Евсевием Кесарийским в его «Церковной истории» по его посланию к Фабию Антиохийскому, в начале 249 г. в Александрии начались народные волнения, сопровождаемые гонениями христиан, которые продолжалось около полугода. По словам Дионисия, некий языческий предсказатель и поэт возмутил против христиан александрийскую чернь. Первой жертвой язычников был старец Метра, отказавшийся богохульствовать, затем благочестивая женщина Квинта, отказавшаяся поклониться идолам.
Согласно «Церковной истории» Евсевия Кесарийского «…Верующую женщину, именем Квинту, привели в капище и заставляли кланяться кумирам; она с отвращением отворачивалась; ей связали ноги и протащили через весь город по острым камням мостовой, бичевали, толкали на мельничные жернова и, приведя туда же, куда Метру, убили…»
Кровь первых мучеников ещё больше разъярила язычников, которые начали убивать христиан и грабить их дома.